# Jürgen Haase

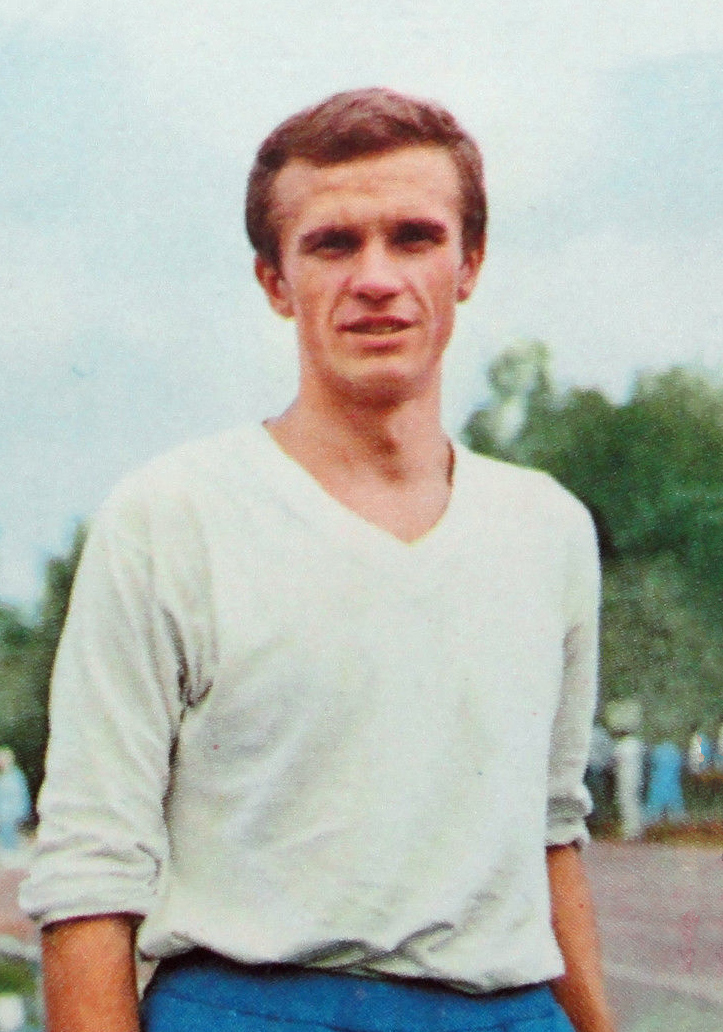
Jürgen Haase

Jürgen Haase (Leipzig, Alemania, 19 de enero de 1945 fue un atleta alemán, que compitió por la República Democrática Alemana.
Aunque inició su carrera como mediofondista, su gran resistencia hizo que poco a poco fuera orientándose hacia distancias más largas, acabando como especialista en la prueba de 10.000 metros. Sin embargo, sus orígenes mediofondistas le dejaron siempre un gran final que le hacía temible en carreras que se mantuvieran a ritmos medios.
A los 21 años se proclamó campeón de Europa en Budapest, título que renovaría tres años más tarde en Atenas. Entre ambos títulos tuvo una floja actuación en los Juegos Olímpicos de México, tal vez demasiado afectado por la altura. En los Campeonatos de Europa celebrados en 1971 en Helsinki, en los que fue derrotado por Juha Väätäinen. Tras sufrir una grave lesión en 1972 nunca volvió a la primera línea, pasando a ser entrenador.

## Resultados
| Año  | Competición                 | Lugar                    | Puesto                     | Marca         |
| ---- | --------------------------- | ------------------------ | -------------------------- | ------------- |
| 1964 | Campeonato de Europa junior | Varsovia, Polonia        | 1º en 1.500 m 1º en 3000 m | 3:52,4 8:25,4 |
| 1966 | Campeonato de Europa        | Budapest, Hungría        | 1º en 10.000m              | 28:26,0       |
| 1967 | Copa de Europa              | Kiev, URSS               | 1º en 10.000m              | 28:54,2       |
| 1968 | Juegos Olímpicos            | Ciudad de México, México | 15º en 10.000m             | 30:24,0       |
| 1969 | Campeonato de Europa        | Atenas, Grecia           | 1º en 10.000m              | 28:41,6       |
| 1970 | Copa de Europa              | Estocolmo, Suecia        | 1º en 10.000m              | 28:26,8       |
| 1971 | Campeonato de Europa        | Helsinki, Finlandia      | 2º en 10.000m              | 27:53,4       |

## Mejores marcas
- 10.000 metros - 27:53,35 (Helsinki, 1971)

- 1.500 metros - 3:39,1 (1971)
- Milla (indoor) - 3:59,6 (1966)
- 3.000 metros - 7:54,0 (1971)
- 5.000 metros - 13:29,4 (1972)
- 20.000 metros - 58:56,0 (1973)
- Hora - 20.393m (1973)